# Tabonuea
Tabonuea (auch: Tabonuuia) ist ein Ort mit einer Landfläche von 0,46 km² im nördlichen Teil des pazifischen Archipels der zum Inselstaat Kiribati gehörenden Gilbertinseln nahe dem Äquator. 2020 wurden 235 Einwohner gezählt.

## Geographie
Tabonuea liegt im Süden des Atolls Butaritari in der Nähe des Flugplatzes der Insel. Der Ort ist durch eine Straße entlang des Lagunenrandes mit Antekana im Südwesten und Tanimaiaki im Osten verbunden.

## Klima
Das Klima ist tropisch heiß, wird jedoch von ständig wehenden Winden gemäßigt. Ebenso wie die anderen Orte der nördlichen Gilbertinseln wird Tabonuea gelegentlich von Zyklonen heimgesucht.